# Hammatolobium
Hammatolobium es un género de plantas con flores con cuatro especies perteneciente a la familia Fabaceae.

## Especies
- Hammatolobium graecum Boiss.	Fl. Orient. Suppl.: 171	1888
- Hammatolobium kremerianum Müll.Hal.	Walp. Ann. 7: 744
- Hammatolobium lotoides Fenzl	Illustr. Pl. Syr. 1, pl. 1
- Hammatolobium ludovicia Batt.	Fl. Alger 288	1889